# Bazická hornina

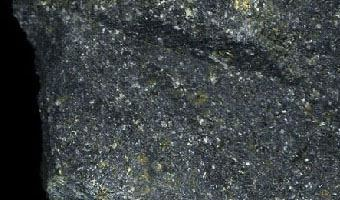
Bazalt z okolí Žiaru nad Hronom, typický představitel bazických hornin

Bazické horniny jsou vyvřelé horniny, které neobsahují křemen, mají vysoký obsah živců (hlavně vápnitých) a mohou obsahovat také pyroxeny a olivín a v malém množství i amfiboly a biotit. Horniny jako takové křemen buď neobsahují, nebo je přítomen pouze jako akcesorie. SiO2 je však zastoupen v mnoha jiných minerálech a tvoří 52-44 % objemu horniny. Typickým představitelem bazických hornin jsou bazalt (výlevná hornina), gabro (plutonická hornina) a dolerit (subvulkanická hornina).
Při zvýšeném obsahu sodíku v živcích lze pozorovat přechod do intermediárních hornin, které mají i celkově vyšší obsah SiO2. Při poklesu obsahu živců a převládajícím obsahu mafických minerálů jako jsou olivín a pyroxeny (kde je obsah SiO2 nižší než 44 %) se takové horniny nazývají ultrabazické.
Přesto, že termín lze považovat za zastaralý, v geologické terminologii se nadále běžně používá. Termín bazický není totožný s termínem mafický, i když jsou významově velmi blízké.
V počátcích petrologie se vědci domnívali, že křemík se v magmatu spojuje s vodou a vytváří kyselinu křemičitou a proto byly horniny bohaté na křemen označovány jako kyselé, zatímco horniny bohaté na MgO a FeO měly vytvářet zásady (báze) a horniny, které vytvářely, se označovaly jako bazické.